# 효혜장황후
효혜장황후 (孝惠章皇后, 만주어: ᡥᡳᠶᠣᠣᡧᡠᠩᡤᠠ
ᡶᡠᠯᡝᡥᡠᠨ
ᡝᠯᡩᡝᠮᠪᡠᡥᡝ
ᡥᡡᠸᠠᠩᡥᡝᠣ 히유슝가 풀러훈 얼덤부허 후왕허오, 숭덕(崇德) 6년 10월 3일(1641년 11월 5일) ~ 강희(康熙) 56년 12월 6일(1718년 1월 7일))는 중국 청나라 순치제의 두 번째 황후이다. 성씨는 보르지기트(만주어: ᠪᠣᡵᠵᡳᡤᡳᡨ, 한국 한자: 博爾濟吉特 박이제길특)이며 이름은 아랍탄기기격(阿拉坦琪琪格)이다.

## 생애
효혜장황후는 몽골 과이심 보르지긴(박이제길특) 씨족으로, 그녀의 증조부인 채상(寨桑)은 청나라의 개국황제이자 2대 황제인 숭덕제의 정통 황후인 효단문황후의 오빠이자 숭덕제의 후궁이었지만 순치제의 생모로서 사후에 황후로 추존된 효장문황후의 아버지이며, 조부 오극선은 효장문황후와 민혜공화원비의 오빠이자 순치제의 첫 황후였던 폐후 박이제길특씨의 아버지다.
순치제는 모후(母后)인 효장문황후의 압권으로 순치 8년(1651년)에 황후로 맞이한 외사촌 누이인 폐후 박이제길특씨와 불화하여 결국 2년 뒤인 순치 10년(1653년)에 그녀를 폐후하여 후궁인 정비(靜妃)로 강봉하였다. 이에 효장문황후는 질녀 폐후 박이제길특씨를 대신하여 다음 해인 순치 11년(1654년) 5월에 조카 작이제(폐후의 오빠)의 두 딸을 입궁시켜 순치제의 후궁(妃)로 삼았다가 다음 달인 6월에 이 자매 중 언니를 황후로 책봉하였는데, 이 여인이 바로 효혜장황후이다. 그러나 그녀 역시 순치제의 사랑을 얻지 못했으며, 2년 뒤 순치제의 일생일대의 연인인 동악비가 등장하여 위태로운 황후 생활을 연명하다가 동악비의 사망과 이어진 순치제의 급서로 순치제의 서3남 강희제가 황위에 올라 황태후로 봉숭되어 극진한 대우를 받았다. 1717년 궁전에서 76세로 사망하였다. 후사는 없다.

## 존호, 시호
존호는 1662년(강희 원년)에 인헌황태후(仁憲皇太后)를 올렸고, 1665년(강희 4년)에 각순(恪順), 1667년(강희 4년)에 성혜(誠惠), 1676년(강희 15년)에 순숙(純淑), 1681년(강희 20년)에 단희(端禧)를 올렸다. 최종 존호는 인헌각순성혜순숙단희황태후(仁憲恪順誠惠純淑端禧皇太后)이다.
사후 시호는 효혜인헌단의순덕순천익성장황후(孝惠仁憲端懿純德順天翊聖章皇后)이며, 1722년(강희 61년)에 자숙(慈淑), 1735년(옹정 13년)에 공안(恭安)이 추가로 올렸다. 최종 시호는 효혜인헌단의자숙공안순덕순천익성장황후(孝惠仁憲端懿慈淑恭安純德順天翼聖章皇后)이다.

## 기타
- 중국의 유명 작가이자 언론인인 김용의 대표작으로 수차례 영화·드라마화 된 《녹정기》에 순치제가 동악비 모자를 암살한 흉수로 효혜장황후를 지목한 내용이 있다.[4]

## 가족관계
- 조부 : 탁례극도친왕 오극선(卓禮克圖親王 吳克善)
- 아버지 : 과이심패륵 작이제(科爾沁貝勒 綽爾濟)
- 여동생 : 숙혜비 박이제길특씨(淑惠妃 博爾濟吉特氏, 1642 - 1713)
- 남편 : 청나라 제3대 황제 순치제(順治帝, 1638 - 1661, 재위 1644 - 1661)

## 같이 보기
- 입팔분공